# Pirate Island
Pirate Islands (a Espanya Pirate Island: Entra en el juego) és una sèrie de televisió infantil australiana estrenada a Network Ten el 2003. La sèrie va ser retransmesa en 4Kids TV a 2003. També es va projectar a Nickelodeon Regne Unit a principis de 2008. També s'ha projectat en Disney Channel Austràlia, en Disney Channel Espanya, al canal de CITV al Regne Unit i en VTC9 (Vietnam). Hi ha una seqüela anomenada Pirate Islands: The Lost Treasure of Fijino estrenada a Espanya.

## Sinòpsis
Tres nens, Kate, Sara i Nicolás es troben atrapats en una illa pirata generada per un ordinador. Perden el seu escàner, l'únic artefacte que pot tornar al seu propi món, a mans del ferotge Capità Blackheart, el mal caràcter és només comparable a la seva incompetència. L'illa conté un assentament dels nens nàufrags, que necessiten urgentment obtenir el tresor del capità Quaid per poder tornar a casa. El seu líder, Mars, se sent cada vegada més atret per Kate, la major dels tres nens, per a gran disgust de Carmen, que també sent un gran afecte per ell. El fantasma del capità Quaid es limita a quedar-se en un vaixell que va naufragar a la costa de l'illa i que no és útil quan es tracta de trobar el seu tresor, fins a gairebé el final de la sèrie. Belle (Campaneta a Espanya), una flor sensible que es comunica per la dringadissa, és probablement la més intel·ligent que qualsevol altre en la trama.

## Personatges
Els actors amb els seus respectius personatges.
- Brooke Harman com Kate Redding
- Eliza Taylor-Cotter com Sarah Redding
- Nicholas Donaldson com Nicholas Redding
- Oliver Ackland com Mars
- Colin Moody com Captain Blackheart
- Darcy Bonser com Perry
- Lucia Smyrk com Carmen
- Madeleine Jay com Lizard

## Doblatge en Castellà
Els actors de doblatge de la sèrie a Espanya.
- Kate Redding: Pilar Martín
- Nicholas Redding: Adolfo Moreno
- Sarah Redding: Cristina Yuste
- Mars: Pablo Sevilla
- Carmen: Ana Jiménez
- Perry: Juan Antonio Castro
- Capitán Blackheart: Pablo Adán

## Capítols
| Nº | Capítol                                      |
| -- | -------------------------------------------- |
| 1  | El Juego The Game                            |
| 2  | Santuario Sanctuary                          |
| 3  | ¡Peligro! Close call                         |
| 4  | El chantaje Blackmail                        |
| 5  | La gran fuga The great escape                |
| 6  | La isla encantada Haunted island             |
| 7  | Las plantas parlantes Talking plants         |
| 8  | Perry el niño Perry the kid                  |
| 9  | El segundo poder The second power-up         |
| 10 | Pesadilla Nightmare                          |
| 11 | El idioma de las plantas Plantspeak          |
| 12 | Ataque fantasma Ghost attack                 |
| 13 | El duelo The showdown                        |
| 14 | La adivinanza The riddle                     |
| 15 | Kate encuentra una espada Kate finds a sword |
| 16 | El entrenamiento Training                    |
| 17 | Mars readmitido Mars restored                |
| 18 | La habitación blanca The white room          |
| 19 | Kate contra Mars Kate vs Mars                |
| 20 | El secuestro de Sarah Sarah kidnapped        |
| 21 | La Tormenta The storm                        |
| 22 | Tras la Cascada Behind the waterfall         |
| 23 | La Traición de Carmen Carmen's betrayal      |
| 24 | La Derrota de Quade Defeating quade          |
| 25 | La Isla Secreta Secret island                |
| 26 | De vuelta a Casa Going home                  |